# 富納富提國際機場
富納富提國際機場（英語：Funafuti International Airport）是位於吐瓦魯首都富納富提風加法列嶼的一座國際機場，也是吐瓦魯對外國際門戶，主要提供該國與其他大洋洲國家的民航業務。

## 航空公司與目的地
| 航空公司                      | 目的地   |
| ----------------------------- | -------- |
| 斐濟航空 由太平洋太陽航空營運 | 蘇瓦     |
| 吉里巴斯航空                  | 南塔拉瓦 |